# Arvis Piziks
Arvis Piziks (Gulbene, 12 settembre 1969) è un dirigente sportivo ed ex ciclista su strada lettone.

## Palmarès

### Strada
- 1991 (Dilettanti, due vittorie)

4ª tappa - parte a Tour de la Province de Liège (Warsage > Welkenraedt)
3ª tappa Tour du Hainaut (Leuze-en-Hainaut > Hornu)
- 1992 (Dilettanti, quattro vittorie)

3ª tappa Cinturón Ciclista Internacional a Mallorca
Classifica generale Cinturón Ciclista Internacional a Mallorca
2ª tappa Postgirot Open (Vemdalsskalet > Vemdalsskalet)
Parigi-Tours Espoirs
- 1993 (Dilettanti, tre vittorie)

Hamilton Classic
First Union Invitational
1ª tappa - parte b Grand Prix Tell
- 1994 (Trident-Schick, sette vittorie)

4ª tappa Postgirot Open
9ª tappa Tour de Normandie (Vire > Caen)
4ª tappa Circuit Franco-Belge (Deerlijk > Orroir)
6ª tappa Circuit Franco-Belge (Wodecq > Geel)
2ª tappa Grand Prix François Faber (Diekirch > Diekirch)
Classifica generale Grand Prix François Faber
Internatie Reningelst
- 1996 (Rabobank, quattro vittorie)

1ª tappa Tour DuPont (Wilmington > Wilmington)
4ª tappa Tour du Limousin (Saint-Yrieix-la-Perche > Limoges)
2ª tappa Herald Sun Tour (Eaglehawk > Ballarat)
5ª tappa Herald Sun Tour (Benalla > Yarrawonga)
- 1998 (Team Home-Jack & Jones, due vittorie)

5ª tappa - parte a Hessen-Rundfahrt (Lauterbach > Wetzlar)
2ª tappa - parte a Herald Sun Tour (Bendigo > Bendigo)
- 2000 (MemoryCard-Jack & Jones, tre vittorie)

1ª tappa Quatre Jours de Dunkerque (Dunkerque > Ostenda)
Colliers Classic
Campionati lettoni, Prova in linea Elite
- 2002 (CSC ProTeam-Tiscali, due vittorie)

1ª tappa Saaremaa Velotuur (Tartu > Viljandi)
Classifica generale Saaremaa Velotuur

#### Altri successi
- 1991 (Dilettanti)

Vaux-Eupen-Vaux
- 1993 (Dilettanti)

Prologo Grand Prix Tell

## Piazzamenti

### Grandi Giri
- Tour de France

1995: 91º
1996: ritirato (13ª tappa)
2000: 93º
2002: 152º

### Classiche monumento
- Milano-Sanremo

1996: 165º
1997: 140º
2001: 166º
- Giro delle Fiandre

1996: 69º
1997: 39º
1998: 32º
2000: 43º
2001: 24º
2002: ritirato
2003: ritirato
- Parigi-Roubaix

1997: 35º
1999: 27º
2000: 54º
2001: 19º
2002: ritirato
2003: ritirato
- Liegi-Bastogne-Liegi

2000: ritirato

### Competizioni mondiali
- Campionati del mondo

Oslo 1993 - In linea Dilettanti: 5º
Palermo 1994 - In linea Dilettanti: 86º
Verona 1999 - In linea Elite: ritirato
Plouay 2000 - In linea Elite: ritirato
Zolder 2002 - In linea Elite: 99º
- Giochi olimpici

Barcellona 1992 - In linea: 8º
Atlanta 1996 - In linea: 18º
Sydney 2000 - In linea: 22º